# عصاره

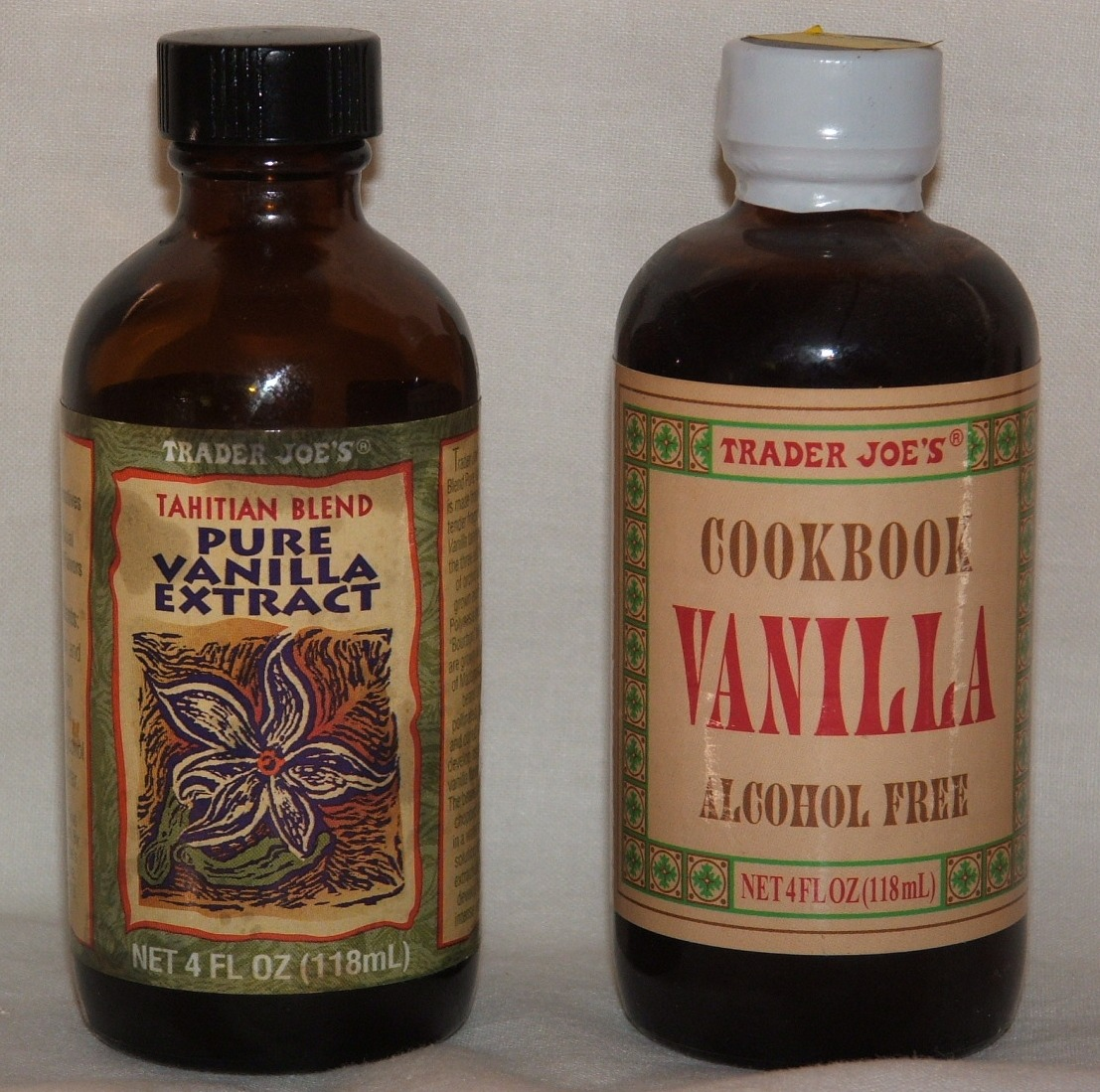
افشره

اَفشُرِه یا عصاره ماده‌ای‌ست که از یک ماده دیگر یا گیاه یا میوه‌ها از طریق تقطیر یا فشردن یا جوشاندن با کمک یک حلّال مانند آب یا الکل به دست می‌آید. عصاره ماده ای است دارای مواد موثره گیاهی که خاصیت درمانی را در گیاهان دارویی ایجاد می‌کند.
به عصاره میوه‌های شیرین مانند انگور، خرما و توت، شیره می‌گویند و عصاره گیاهان معطر , عرق نامیده می‌شود. عصاره‌های گیاهی از نظر شکل فیزیکی به دو دسته مایع و خشک تقسیم می‌شوند.
عصاره گیاهی مایع: در پروسه عصاره‌گیری به شکل مایع؛ از حلال‌های مشخصی برای استخراج عصاره گیاه استفاده خواهد شد. سپس در دستگاه تبخیر، حلال از ماده موثره گیاه جدا می‌شود. عصاره استخراج شده، پس از جداسازی از حلال‌ها، تغلیظ می‌گردد.
عصاره گیاهی خشک: عصاره گیاهی مایع به دست آمده، با قرار دادن در دستگاه خشک کن اسپری (Spray Dryer) یا دستگاه خشک کن خلأ (Vacuum Dryer)، به صورت عصاره گیاهی خشک در می‌آید.